# Liste der olympischen Medaillengewinner aus Kuba

## Medaillenbilanz
Kubanische Sportler haben in der Geschichte der Olympischen Spiele bis 2024 insgesamt 244 Medaillen gewonnen. Davon waren 86 Gold-, 70 Silber- und 88 Bronzemedaillen.
| Kuba bei den Olympischen Sommerspielen                                              | Kuba bei den Olympischen Sommerspielen | Kuba bei den Olympischen Sommerspielen | Kuba bei den Olympischen Sommerspielen | Kuba bei den Olympischen Sommerspielen | Kuba bei den Olympischen Sommerspielen |      | Kuba bei den Olympischen Winterspielen | Kuba bei den Olympischen Winterspielen | Kuba bei den Olympischen Winterspielen | Kuba bei den Olympischen Winterspielen | Kuba bei den Olympischen Winterspielen | Kuba bei den Olympischen Winterspielen |
| Jahr                                                                                | Gold                                   | Silber                                 | Bronze                                 | Gesamt                                 | Rang                                   | Jahr | Gold                                   | Silber                                 | Bronze                                 | Gesamt                                 | Rang                                   |                                        |
| 1900                                                                                | 1                                      | 1                                      | 0                                      | 2                                      | 12                                     |      |                                        |                                        |                                        |                                        |                                        |                                        |
| 1904                                                                                | 3                                      | 0                                      | 0                                      | 3                                      | 4                                      |      |                                        |                                        |                                        |                                        |                                        |                                        |
| 1908                                                                                | –                                      | –                                      | –                                      | –                                      | –                                      |      |                                        |                                        |                                        |                                        |                                        |                                        |
| 1912                                                                                | –                                      | –                                      | –                                      | –                                      | –                                      |      |                                        |                                        |                                        |                                        |                                        |                                        |
| 1920                                                                                | –                                      | –                                      | –                                      | –                                      | –                                      |      |                                        |                                        |                                        |                                        |                                        |                                        |
| 1924                                                                                | 0                                      | 0                                      | 0                                      | 0                                      |                                        |      | 1924                                   | –                                      | –                                      | –                                      | –                                      | –                                      |
| 1928                                                                                | 0                                      | 0                                      | 0                                      | 0                                      |                                        |      | 1928                                   | –                                      | –                                      | –                                      | –                                      | –                                      |
| 1932                                                                                | –                                      | –                                      | –                                      | –                                      | –                                      |      | 1932                                   | –                                      | –                                      | –                                      | –                                      | –                                      |
| 1936                                                                                | –                                      | –                                      | –                                      | –                                      | –                                      |      | 1936                                   | –                                      | –                                      | –                                      | –                                      | –                                      |
| 1948                                                                                | 0                                      | 1                                      | 0                                      | 1                                      | 28                                     |      | 1948                                   | –                                      | –                                      | –                                      | –                                      | –                                      |
| 1952                                                                                | 0                                      | 0                                      | 0                                      | 0                                      |                                        |      | 1952                                   | –                                      | –                                      | –                                      | –                                      | –                                      |
| 1956                                                                                | 0                                      | 0                                      | 0                                      | 0                                      |                                        |      | 1956                                   | –                                      | –                                      | –                                      | –                                      | –                                      |
| 1960                                                                                | 0                                      | 0                                      | 0                                      | 0                                      |                                        |      | 1960                                   | –                                      | –                                      | –                                      | –                                      | –                                      |
| 1964                                                                                | 0                                      | 1                                      | 0                                      | 1                                      | 30                                     |      | 1964                                   | –                                      | –                                      | –                                      | –                                      | –                                      |
| 1968                                                                                | 0                                      | 4                                      | 0                                      | 4                                      | 31                                     |      | 1968                                   | –                                      | –                                      | –                                      | –                                      | –                                      |
| 1972                                                                                | 3                                      | 1                                      | 4                                      | 8                                      | 14                                     |      | 1972                                   | –                                      | –                                      | –                                      | –                                      | –                                      |
| 1976                                                                                | 6                                      | 4                                      | 3                                      | 13                                     | 8                                      |      | 1976                                   | –                                      | –                                      | –                                      | –                                      | –                                      |
| 1980                                                                                | 8                                      | 7                                      | 5                                      | 20                                     | 4                                      |      | 1980                                   | –                                      | –                                      | –                                      | –                                      | –                                      |
| 1984                                                                                | –                                      | –                                      | –                                      | –                                      | –                                      |      | 1984                                   | –                                      | –                                      | –                                      | –                                      | –                                      |
| 1988                                                                                | –                                      | –                                      | –                                      | –                                      | –                                      |      | 1988                                   | –                                      | –                                      | –                                      | –                                      | –                                      |
| 1992                                                                                | 14                                     | 6                                      | 11                                     | 31                                     | 5                                      |      | 1992                                   | –                                      | –                                      | –                                      | –                                      | –                                      |
| 1996                                                                                | 9                                      | 8                                      | 8                                      | 25                                     | 8                                      |      | 1994                                   | –                                      | –                                      | –                                      | –                                      | –                                      |
| 2000                                                                                | 11                                     | 11                                     | 7                                      | 29                                     | 9                                      |      | 1998                                   | –                                      | –                                      | –                                      | –                                      | –                                      |
| 2004                                                                                | 9                                      | 7                                      | 11                                     | 27                                     | 11                                     |      | 2002                                   | –                                      | –                                      | –                                      | –                                      | –                                      |
| 2008                                                                                | 3                                      | 10                                     | 17                                     | 30                                     | 30                                     |      | 2006                                   | –                                      | –                                      | –                                      | –                                      | –                                      |
| 2012                                                                                | 5                                      | 3                                      | 7                                      | 15                                     | 16                                     |      | 2010                                   | –                                      | –                                      | –                                      | –                                      | –                                      |
| 2016                                                                                | 5                                      | 2                                      | 4                                      | 11                                     | 18                                     |      | 2014                                   | –                                      | –                                      | –                                      | –                                      | –                                      |
| 2020                                                                                | 7                                      | 3                                      | 5                                      | 15                                     | 14                                     |      | 2018                                   | –                                      | –                                      | –                                      | –                                      | –                                      |
| 2024                                                                                | 2                                      | 1                                      | 6                                      | 9                                      | 32                                     |      | 2022                                   | –                                      | –                                      | –                                      | –                                      | –                                      |
| Gesamt                                                                              | 86                                     | 70                                     | 88                                     | 244                                    |                                        |      | Gesamt                                 | 0                                      | 0                                      | 0                                      | 0                                      |                                        |
| \| \| Gold \| Silber \| Bronze \| Gesamt \| \| Ges. S+W \| 86 \| 70 \| 88 \| 244 \| |                                        |                                        |                                        |                                        |                                        |      |                                        |                                        |                                        |                                        |                                        |                                        |
|                                                                                     | Gold                                   | Silber                                 | Bronze                                 | Gesamt                                 |                                        |      |                                        |                                        |                                        |                                        |                                        |                                        |
| Ges. S+W                                                                            | 86                                     | 70                                     | 88                                     | 244                                    |                                        |      |                                        |                                        |                                        |                                        |                                        |                                        |

## Medaillengewinner
| Name                       | Medaille(n)              | Sport          | Jahr(e)                      |
| -------------------------- | ------------------------ | -------------- | ---------------------------- |
| Osmay Acosta               | Bronze                   | Boxen          | 2008                         |
| Taismary Agüero            | Gold (2)                 | Volleyball     | 1996, 2000                   |
| José Aguilar Pulsán        | Bronze                   | Boxen          | 1980                         |
| Jorge Aguilera             | Bronze                   | Leichtathletik | 1992                         |
| Omar Ajete                 | Gold (2), Silber         | Baseball       | 1992, 1996, 2000             |
| Rafael Alba                | Bronze (2)               | Taekwondo      | 2020, 2024                   |
| Andrés Aldama              | Gold, Silber             | Boxen          | 1976, 1980                   |
| Erislandy Álvarez          | Gold                     | Boxen          | 2024                         |
| Lázaro Álvarez             | Bronze (3)               | Boxen          | 2012, 2016, 2020             |
| Miguel Alvarez             | Bronze                   | Basketball     | 1972                         |
| Lorenzo Aragón             | Silber                   | Boxen          | 2004                         |
| Yovany Aragon              | Silber                   | Baseball       | 2000                         |
| Yordanis Arencibia         | Bronze (2)               | Judo           | 2004, 2008                   |
| Joahnys Argilagos          | Bronze                   | Boxen          | 2016                         |
| Rolando Arrojo             | Gold                     | Baseball       | 1992                         |
| Filiberto Ascuy            | Gold (2)                 | Ringen         | 1996, 2000                   |
| Isaac Azcuy                | Silber                   | Judo           | 1980                         |
| Roberto Balado             | Gold                     | Boxen          | 1992                         |
| Ledis Balceiro             | Silber (2)               | Kanusport      | 2000, 2004                   |
| Carlos Banteur             | Silber                   | Boxen          | 2008                         |
| Yarelys Barrios            | Bronze                   | Leichtathletik | 2012, 2012                   |
| Zoila Barros               | Gold, Bronze             | Volleyball     | 2000, 2004                   |
| Yan Barthelemí             | Gold                     | Boxen          | 2004                         |
| Regla Bell                 | Gold (3)                 | Volleyball     | 1992, 1996, 2000             |
| Daima Beltrán              | Silber (2)               | Judo           | 2000, 2004                   |
| Neisser Bent               | Bronze                   | Schwimmen      | 1996                         |
| Yanet Bermoy               | Silber (2)               | Judo           | 2008, 2012                   |
| Danny Betancourt           | Gold                     | Baseball       | 2004                         |
| Guillermo Betancourt       | Silber                   | Fechten        | 1992                         |
| Alberto Blanco             | Bronze                   | Gewichtheben   | 1980                         |
| Yordanis Borrero           | Bronze                   | Gewichtheben   | 2008                         |
| Luis Borroto               | Gold                     | Baseball       | 2004                         |
| Oscar Braison              | Bronze                   | Judo           | 2008                         |
| Denia Caballero            | Bronze                   | Leichtathletik | 2016                         |
| Mercedes Calderón          | Gold                     | Volleyball     | 1992                         |
| Miguel Calderón            | Bronze                   | Basketball     | 1972                         |
| Rosir Calderón             | Bronze                   | Volleyball     | 2004                         |
| Miguel Caldés              | Gold, Silber             | Baseball       | 1996, 2000                   |
| Iván Cambar                | Bronze                   | Gewichtheben   | 2012                         |
| Ibrahim Camejo             | Bronze                   | Leichtathletik | 2008                         |
| Rafael Cañizares           | Bronze                   | Basketball     | 1972                         |
| Gilberto Carrillo          | Silber                   | Boxen          | 1972                         |
| Nancy Carrillo             | Bronze                   | Volleyball     | 2004                         |
| Magaly Carvajal            | Gold (2)                 | Volleyball     | 1992, 1996                   |
| Joel Casamayor             | Gold                     | Boxen          | 1992                         |
| Alejandro Casañas          | Silber (2)               | Leichtathletik | 1976, 1980                   |
| Yalennis Castillo          | Silber                   | Judo           | 2008                         |
| Roberto Castrillo          | Bronze                   | Schießen       | 1980                         |
| Danel Castro               | Silber                   | Baseball       | 2000                         |
| Frederich Cepeda           | Gold                     | Baseball       | 2004                         |
| José Ángel César           | Bronze                   | Leichtathletik | 2000                         |
| Pedro Chappé               | Bronze                   | Basketball     | 1972                         |
| Yorelvis Charles           | Gold                     | Baseball       | 2004                         |
| Silvia Chivás              | Bronze (2)               | Leichtathletik | 1972                         |
| Miguelina Cobián           | Silber                   | Leichtathletik | 1968                         |
| Yarisleidis Cirilo         | Bronze                   | Kanu           | 2024                         |
| María Caridad Colón        | Gold                     | Leichtathletik | 1980                         |
| José Contreras             | Gold, Silber             | Baseball       | 1996, 2000                   |
| Emilio Correa Vaillant     | Gold                     | Boxen          | 1972                         |
| Emilio Correa junior       | Silber                   | Boxen          | 2008                         |
| Marlenis Costa             | Gold (3)                 | Volleyball     | 1992, 1996, 2000             |
| Yunaika Crawford           | Bronze                   | Leichtathletik | 2004                         |
| Eglys Cruz                 | Bronze                   | Schießen       | 2008                         |
| Andy Cruz Goméz            | Gold                     | Boxen          | 2020                         |
| Yumileidi Cumbá            | Gold                     | Leichtathletik | 2004                         |
| Carlos de Cárdenas Culmell | Silber                   | Segeln         | 1948                         |
| Carlos de Cárdenas Plá     | Silber                   | Segeln         | 1948                         |
| José Delgado               | Gold                     | Baseball       | 1992                         |
| Luis Delís                 | Bronze                   | Leichtathletik | 1980                         |
| Robelis Despaigne          | Bronze                   | Taekwondo      | 2012                         |
| Giorge Díaz                | Gold                     | Baseball       | 1992                         |
| Manuel Díaz                | Gold (2)                 | Fechten        | 1904                         |
| Tulio Díaz                 | Silber                   | Fechten        | 1992                         |
| Juan Domecq                | Bronze                   | Basketball     | 1972                         |
| Yobal Duenas               | Silber                   | Baseball       | 2000                         |
| Ramón Duvalón              | Silber                   | Boxen          | 1976                         |
| Alfredo Duvergel           | Silber                   | Boxen          | 1996                         |
| Juan Miguel Echevarría     | Silber                   | Leichtathletik | 2020                         |
| Marlene Elejarde           | Silber, Bronze           | Leichtathletik | 1968, 1972                   |
| Michel Enríquez            | Gold                     | Baseball       | 2004                         |
| José Estrada               | Gold (2)                 | Baseball       | 1992, 1996                   |
| Rodolfo Falcón             | Silber                   | Schwimmen      | 1996                         |
| Ana Ibis Fernández         | Gold (3), Bronze         | Volleyball     | 1992, 1996, 2000, 2004       |
| Osvaldo Fernández          | Gold                     | Baseball       | 1992                         |
| Juan Ferrer                | Silber                   | Judo           | 1980                         |
| Alfredo Figueredo          | Bronze                   | Volleyball     | 1976                         |
| Enrique Figuerola          | Silber (2)               | Leichtathletik | 1964, 1968                   |
| Ramón Fonst                | Gold (4), Silber         | Fechten        | 1900, 1904                   |
| Mirka Francia              | Gold (2)                 | Volleyball     | 1996, 2000                   |
| Jorge Fumero               | Gold                     | Baseball       | 1996                         |
| Iván Fundora               | Bronze                   | Ringen         | 2004                         |
| Yuriorkis Gamboa           | Gold                     | Boxen          | 2004                         |
| Rolando Garbey             | Silber, Bronze           | Boxen          | 1968, 1976                   |
| Anier García               | Gold, Bronze             | Leichtathletik | 2000, 2004                   |
| Hermenegildo García        | Silber                   | Fechten        | 1992                         |
| Iván García                | Bronze                   | Leichtathletik | 2000                         |
| Oscar García               | Silber, Bronze           | Fechten        | 1992, 1996                   |
| Victor García              | Bronze                   | Volleyball     | 1976                         |
| Yoel García                | Silber                   | Leichtathletik | 2000                         |
| Idalmis Gato               | Gold (3)                 | Volleyball     | 1992, 1996, 2000             |
| José Gómez                 | Gold                     | Boxen          | 1980                         |
| Yasser Gómez               | Silber                   | Baseball       | 2000                         |
| Driulis González           | Gold, Silber, Bronze (2) | Judo           | 1992, 1996, 2000, 2004       |
| Asley González             | Silber                   | Judo           | 2012                         |
| Norberto González          | Gold                     | Baseball       | 2004                         |
| Raúl González              | Silber                   | Boxen          | 1992                         |
| Yoanka González Pérez      | Silber                   | Radsport       | 2008                         |
| Yulieski Gourriel          | Gold                     | Baseball       | 2004                         |
| Elvis Gregory              | Silber, Bronze (2)       | Fechten        | 1992, 1996                   |
| Lourdes Gurriel            | Gold                     | Baseball       | 1992                         |
| Jorge Gutiérrez            | Gold                     | Boxen          | 2000                         |
| Yusneylys Guzmán           | Silber                   | Ringen         | 2024                         |
| Alberto Hernández          | Gold (2)                 | Baseball       | 1992, 1996                   |
| Anaisis Hernández          | Silber                   | Judo           | 2008                         |
| Ariel Hernández            | Gold (2)                 | Boxen          | 1992, 1996                   |
| Israel Hernández           | Bronze (2)               | Judo           | 1992, 1996                   |
| Johandrys Hernández        | Bronze                   | Gewichtheben   | 2008                         |
| Jorge Hernández            | Gold                     | Boxen          | 1976                         |
| Juan Hernández Pérez       | Gold                     | Boxen          | 1980                         |
| Juan Hernández Sierra      | Silber (2)               | Boxen          | 1992, 1996                   |
| Orlando Hernández          | Gold                     | Baseball       | 1992                         |
| Roberto Hernández          | Silber                   | Leichtathletik | 1992                         |
| Yampier Hernández          | Bronze                   | Boxen          | 2008                         |
| Ángel Herrera              | Gold (2)                 | Boxen          | 1976, 1980                   |
| Héctor Herrera             | Silber                   | Leichtathletik | 1992                         |
| Ruperto Herrera Tabio      | Bronze                   | Basketball     | 1972                         |
| Tomás Herrera              | Bronze                   | Basketball     | 1972                         |
| Adolfo Horta               | Silber                   | Boxen          | 1980                         |
| Jose Ibar                  | Silber                   | Baseball       | 2000                         |
| Roniel Iglesias            | Gold (2), Bronze         | Boxen          | 2008, 2012, 2020             |
| Rey Isaac                  | Gold                     | Baseball       | 1996                         |
| Joel Isasi                 | Bronze                   | Leichtathletik | 1992                         |
| Lilia Izquierdo            | Gold (3)                 | Volleyball     | 1992, 1996, 2000             |
| Yudel Johnson              | Silber                   | Boxen          | 2004                         |
| Fernando Jorge             | Gold                     | Kanusport      | 2020                         |
| Alberto Juantorena         | Gold (2)                 | Leichtathletik | 1976                         |
| Mario Kindelán             | Gold (2)                 | Boxen          | 2000, 2004                   |
| Orestes Kindelán           | Gold (2), Silber         | Baseball       | 1992, 1996, 2000             |
| Yurisel Laborde            | Bronze                   | Judo           | 2004                         |
| Yanelis Labrada            | Silber                   | Taekwondo      | 2004                         |
| Julio César La Cruz        | Gold (2)                 | Boxen          | 2016, 2020                   |
| Andry Laffita              | Silber                   | Boxen          | 2008                         |
| Joel Lamela                | Bronze                   | Leichtathletik | 1992                         |
| Diego Lapera               | Bronze                   | Volleyball     | 1976                         |
| Pablo Lara                 | Gold, Silber             | Gewichtheben   | 1992, 1996                   |
| Norka Latamblet            | Gold                     | Volleyball     | 1992                         |
| Pedro Luis Lazo            | Gold (2), Silber         | Baseball       | 1996, 2000, 2004             |
| Juan Carlos Lemus          | Gold                     | Boxen          | 1992                         |
| Yankiel León               | Silber                   | Boxen          | 2008                         |
| Silvio Leonard             | Silber                   | Leichtathletik | 1980                         |
| Omar Linares               | Gold (2), Silber         | Baseball       | 1992, 1996, 2000             |
| Arlen López                | Gold (2), Bronze         | Boxen          | 2016, 2020, 2024             |
| Liván López                | Bronze                   | Ringen         | 2012                         |
| Michel López               | Bronze                   | Boxen          | 2004                         |
| Mijaín López               | Gold (5)                 | Ringen         | 2008, 2012, 2016, 2020, 2024 |
| Nelson Loyola              | Bronze                   | Fechten        | 2000                         |
| Mireya Luis                | Gold (3)                 | Volleyball     | 1992, 1996, 2000             |
| Omar Luis                  | Gold                     | Baseball       | 1996                         |
| Yasmany Lugo               | Silber                   | Ringen         | 2016                         |
| Diadenis Luna              | Bronze                   | Judo           | 1996                         |
| Diógenes Luna              | Bronze                   | Boxen          | 2000                         |
| Yurisleidy Lupetey         | Bronze                   | Judo           | 2004                         |
| Roger Machado              | Gold                     | Baseball       | 2004                         |
| Oscar Macías               | Silber                   | Baseball       | 2000                         |
| Juan Manrique              | Gold, Silber             | Baseball       | 1996, 2000                   |
| Rogelio Marcelo            | Gold                     | Boxen          | 1992                         |
| Juan Luis Marén            | Silber (2), Bronze       | Ringen         | 1992, 1996, 2000             |
| Milaymys Marín             | Bronze                   | Ringen         | 2024                         |
| Leonel Marshall junior     | Bronze                   | Volleyball     | 1976                         |
| Maritza Martén             | Gold                     | Leichtathletik | 1992                         |
| Armando Martínez           | Gold                     | Boxen          | 1980                         |
| Ernesto Martínez           | Bronze                   | Volleyball     | 1976                         |
| Jonder Martínez            | Gold                     | Baseball       | 2004                         |
| Lázaro Martínez            | Silber                   | Leichtathletik | 1992                         |
| Lorenzo Martínez           | Bronze                   | Volleyball     | 1976                         |
| Luis Martínez              | Bronze                   | Boxen          | 1976                         |
| Maybelis Martínez          | Bronze                   | Volleyball     | 2004                         |
| Orlando Martínez           | Gold                     | Boxen          | 1972                         |
| Maykel Massó               | Bronze                   | Leichtathletik | 2020                         |
| Ángel Matos                | Gold                     | Taekwondo      | 2000                         |
| Freddy Mayola              | Bronze                   | Leichtathletik | 2000                         |
| Urbia Meléndez             | Silber                   | Taekwondo      | 2000                         |
| Javier Méndez              | Silber                   | Baseball       | 2000                         |
| Osleidys Menéndez          | Gold, Bronze             | Leichtathletik | 2000, 2004                   |
| Rolando Merino             | Silber                   | Baseball       | 2000                         |
| Arnaldo Mesa               | Silber                   | Boxen          | 1996                         |
| Germán Mesa                | Gold, Silber             | Baseball       | 1992, 2000                   |
| Liana Mesa                 | Bronze                   | Volleyball     | 2004                         |
| Víctor Mesa                | Gold                     | Baseball       | 1992                         |
| Héctor Milián              | Gold                     | Ringen         | 1992                         |
| Danny Miranda              | Gold                     | Baseball       | 2004                         |
| Ismael Borrero Molina      | Gold                     | Ringen         | 2016                         |
| Daynellis Montejo          | Bronze                   | Taekwondo      | 2008                         |
| Eliécer Montes             | Gold                     | Baseball       | 1996                         |
| Pablo Montes               | Silber                   | Leichtathletik | 1968                         |
| Frank Montieth             | Gold                     | Baseball       | 2004                         |
| Roberto Monzón             | Silber                   | Ringen         | 2004                         |
| Juan Morales               | Silber                   | Leichtathletik | 1968                         |
| Yipsi Moreno               | Gold                     | Leichtathletik | 2004                         |
| Roberto Moya               | Bronze                   | Leichtathletik | 1992                         |
| Anniara Muñoz              | Bronze                   | Volleyball     | 2004                         |
| Daniel Núñez               | Gold                     | Gewichtheben   | 1980                         |
| Raiza O’Farrill            | Gold                     | Volleyball     | 1996                         |
| Vicyohandri Odelín         | Gold                     | Baseball       | 2004                         |
| Luis Orta                  | Gold, Bronze             | Ringen         | 2020, 2024                   |
| Idalys Ortíz               | Gold, Silber (2), Bronze | Judo           | 2008, 2012, 2016, 2020       |
| Tania Ortiz                | Gold                     | Volleyball     | 1992                         |
| Yahima Ortiz               | Bronze                   | Volleyball     | 2004                         |
| Antonio Pacheco            | Gold (2), Silber         | Baseball       | 1992, 1996, 2000             |
| Juan Padilla               | Gold (2)                 | Baseball       | 1992, 1996                   |
| Adiel Palma                | Gold                     | Baseball       | 2004                         |
| Eduardo Paret              | Gold (2)                 | Baseball       | 1996, 2004                   |
| Carlos Pedroso             | Bronze                   | Fechten        | 2000                         |
| Iván Pedroso               | Gold                     | Leichtathletik | 2000                         |
| Leobaldo Pereira           | Silber                   | Kanusport      | 2000                         |
| Conrado Pérez              | Bronze                   | Basketball     | 1972                         |
| Jorge Pérez Vento          | Bronze                   | Volleyball     | 1976                         |
| Juan Carlos Pérez          | Gold                     | Baseball       | 1992                         |
| Yaimé Pérez                | Bronze                   | Leichtathletik | 2020                         |
| Luis Alberto Pérez Rionda  | Bronze                   | Leichtathletik | 2000                         |
| Ariel Pestano              | Gold, Silber             | Baseball       | 2000, 2004                   |
| Gabriel Pierre             | Silber                   | Baseball       | 2000                         |
| Manolo Poulot              | Bronze                   | Judo           | 2000                         |
| Alejandro Puerto           | Gold                     | Ringen         | 1992                         |
| Leuris Pupo                | Gold, Silber             | Schießen       | 2012, 2020                   |
| Violeta Quesada            | Silber                   | Leichtathletik | 1968                         |
| Yoelbi Quesada             | Bronze                   | Leichtathletik | 1996                         |
| Yandro Quintana            | Gold                     | Ringen         | 2004                         |
| Ioamnet Quintero           | Bronze                   | Leichtathletik | 1992                         |
| Ana Fidelia Quirot         | Silber, Bronze           | Leichtathletik | 1992, 1996                   |
| Alexei Ramírez             | Gold                     | Baseball       | 2004                         |
| Daymi Ramírez              | Bronze                   | Volleyball     | 2004                         |
| Hermes Ramírez             | Silber                   | Leichtathletik | 1968                         |
| Robeisy Ramírez            | Gold 2                   | Boxen          | 2012, 2016                   |
| Hipólito Ramos             | Silber                   | Boxen          | 1980                         |
| Enrique Regüeiferos        | Silber                   | Boxen          | 1968                         |
| Lázaro Reinoso             | Bronze                   | Ringen         | 1992                         |
| Odalis Revé                | Gold                     | Judo           | 1992                         |
| Guillermo Rigondeaux       | Gold (2)                 | Boxen          | 2000, 2004                   |
| Lázaro Rivas               | Silber                   | Ringen         | 2000                         |
| Dayron Robles              | Gold                     | Leichtathletik | 2008                         |
| Juan Roca                  | Bronze                   | Basketball     | 1972                         |
| Alexis Rodríguez           | Bronze                   | Ringen         | 2000                         |
| Antonio Rodríguez          | Bronze                   | Volleyball     | 1976                         |
| Disney Rodríguez           | Bronze                   | Ringen         | 2008                         |
| Douglas Rodríguez          | Bronze                   | Boxen          | 1972                         |
| Estela Rodríguez           | Silber (2)               | Judo           | 1992, 1996                   |
| Héctor Rodríguez           | Gold                     | Judo           | 1976                         |
| José Rodríguez             | Silber                   | Judo           | 1980                         |
| Juan Miguel Rodríguez      | Bronze                   | Schießen       | 2004                         |
| Maels Rodríguez            | Silber                   | Baseball       | 2000                         |
| Ibrahim Rojas              | Silber (2)               | Kanusport      | 2000, 2004                   |
| Ricardo Rojas              | Bronze                   | Boxen          | 1980                         |
| Fulgencia Romay            | Silber, Bronze           | Leichtathletik | 1968, 1972                   |
| Maikro Romero              | Gold, Bronze             | Boxen          | 1996, 2000                   |
| Osmany Romero              | Gold                     | Baseball       | 1996                         |
| Yoel Romero                | Silber                   | Ringen         | 2000                         |
| Gabriel Rosillo            | Bronze                   | Ringen         | 2024                         |
| Yumilka Ruiz               | Gold (2), Bronze         | Volleyball     | 1996, 2000, 2004             |
| Carlos Salas               | Bronze                   | Volleyball     | 1976                         |
| Reineris Salas             | Bronze                   | Ringen         | 2020                         |
| Eriel Sánchez              | Gold                     | Baseball       | 2004                         |
| Marta Sánchez              | Gold, Bronze             | Volleyball     | 2000, 2004                   |
| Wilber Sánchez             | Bronze                   | Ringen         | 1992                         |
| Victoriano Sarmientos      | Bronze                   | Volleyball     | 1976                         |
| Jesús Savigne              | Bronze                   | Volleyball     | 1976                         |
| Amarilis Savón             | Bronze (3)               | Judo           | 1992, 1996, 2004             |
| Erislandy Savon            | Bronze                   | Boxen          | 2016                         |
| Félix Savón                | Gold (3)                 | Boxen          | 1992, 1996, 2000             |
| Yargelis Savigne           | Bronze                   | Leichtathletik | 2008                         |
| Antonio Scull              | Gold (2), Silber         | Baseball       | 1996, 2000, 2004             |
| Yarisley Silva             | Silber                   | Leichtathletik | 2012                         |
| Andrés Simón               | Bronze                   | Leichtathletik | 1992                         |
| Odlanier Solís             | Gold                     | Boxen          | 2004                         |
| Sixto Soria                | Silber                   | Boxen          | 1976                         |
| Javier Sotomayor           | Gold, Silber             | Leichtathletik | 1992, 2000                   |
| Franklin Standard          | Bronze                   | Basketball     | 1972                         |
| Teófilo Stevenson          | Gold (3)                 | Boxen          | 1972, 1976, 1980             |
| Leonel Suárez              | Bronze (2)               | Leichtathletik | 2008, 2012                   |
| Carlos Tabares             | Gold                     | Baseball       | 2004                         |
| Dulce Tellez               | Bronze                   | Volleyball     | 2004                         |
| Norberto Téllez            | Silber                   | Leichtathletik | 1992                         |
| Yasniel Toledo             | Bronze                   | Boxen          | 2012                         |
| Regla Torres               | Gold (3)                 | Volleyball     | 1992, 1996, 2000             |
| Serguey Torres             | Gold                     | Kanusport      | 2020                         |
| Iván Trevejo               | Silber, Bronze           | Fechten        | 1996, 2000                   |
| Rolando Tucker             | Bronze                   | Fechten        | 1996                         |
| Yordenis Ugás              | Bronze                   | Boxen          | 2008                         |
| Luis Ulacia                | Gold (2), Silber         | Baseball       | 1992, 1996, 2000             |
| Alejandro Urgellés         | Bronze                   | Basketball     | 1972                         |
| Yoandri Urgellés           | Gold                     | Baseball       | 2004                         |
| Ermidelio Urrutia          | Gold                     | Baseball       | 1992                         |
| Osmani Urrutia             | Gold                     | Baseball       | 2004                         |
| Carmen Valdés              | Bronze                   | Leichtathletik | 1972                         |
| Jorge Valdés               | Gold                     | Baseball       | 1992                         |
| Jadier Valladares          | Bronze                   | Gewichtheben   | 2008                         |
| Lázaro Valle               | Silber                   | Baseball       | 2000                         |
| Lázaro Vargas              | Gold (2)                 | Baseball       | 1992, 1996                   |
| Óscar Varona               | Bronze                   | Basketball     | 1972                         |
| Manuel Vega                | Gold                     | Baseball       | 2004                         |
| Norge Luis Vera            | Gold, Silber             | Baseball       | 2000, 2004                   |
| Sibelis Veranes            | Gold                     | Judo           | 2000                         |
| Legna Verdecia             | Gold, Bronze             | Judo           | 1996, 2000                   |
| Alexis Vila                | Bronze                   | Ringen         | 1996                         |
| Héctor Vinent              | Gold (2)                 | Boxen          | 1992, 1996                   |
| Raúl Virches               | Bronze                   | Volleyball     | 1976                         |